# Edward Tennyson Reed

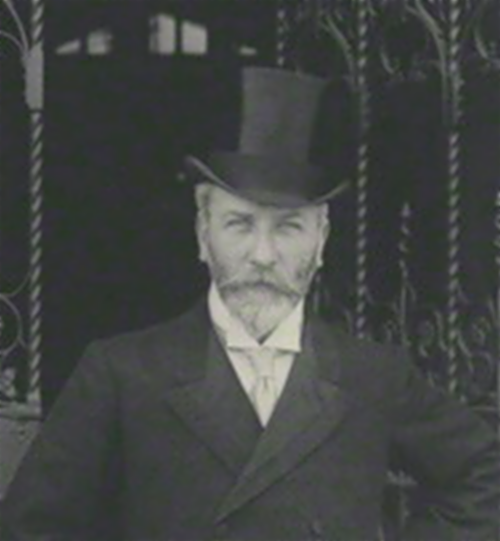
Edward Tennyson Reed

Edward Tennyson Reed (auch E.T. Reed; * 27. März 1860; † 12. Juli 1933) war ein britischer Karikaturist und Cartoonist.

## Leben und Wirken
Nach dem Besuch der Privatschule Harrow unternahm Reed zusammen mit seinem Vater, der im britischen Marineministerium als Schiffsdesigner angestellt war, einige ausgedehnte Reisen nach Übersee, so unter anderem nach Japan.
In den 1880er Jahren begann Reed als hauptberuflicher Zeichner zu arbeiten. 1889 wurde erstmals eine Karikatur aus Reeds Feder im Punch Magazine, einem einflussreichen humoristisch-politischen Wochenmagazin veröffentlicht, dass von der Mitte des 19. bis zur Mitte des 20. Jahrhunderts zu den wichtigsten Zeitschriften der britischen politischen Publizistik zählte. Die Stelle hatte er erhalten, nachdem ein Freund von ihm dem Herausgeber des Punch, Linley Sambourne, empfahl, Reed als Nachfolger von Charles Keene zu engagieren. 1890 wurde Reeds Anstellung beim Punch auf permanente Basis gestellt und er zu einem festen Mitglied des Zeichnerstabs der Zeitschrift. In den folgenden Jahren produzierte er vor allem Cartoon-Serien wie Constrasts, Transformations  und Prehistoric Peeps.
1894 übernahm Reed als Nachfolger von Furniss die Stelle des ständigen "Parlamentskarikaturisten" des Punch, d. h. desjenigen Karikaturisten im Stab der Zeitschrift der routinemäßig dafür zuständig war, Karikaturen zu allen das parlamentarische Leben betreffenden Angelegenheiten beizusteuern. In den folgenden Jahren legte Reed hunderte, zum Teil bis heute bekannter, Karikaturen vor, die das politische Leben des Vereinigten Königreiches mit gutmütigem Spott – mitunter auch mit bewunderndem Einschlag – kommentierten.
Die Stelle des ständigen Parlamentskarikaturisten gab Reed 1912 auf. Trotzdem steuerte er auch weiterhin – nun allerdings auch auf weniger regelmäßiger Basis – bis zu seinem Tod 1933 Karikaturen und Cartoons für den Punch bei. So attackierte Reed während des Ersten Weltkrieges auch deutsche Politiker und Militärs wie Theobald von Bethmann Hollweg oder Paul von Hindenburg, über die er im Sinne der alliierten Kriegspropaganda seinen Spott ausgoss.